# フェリペ・セイムール
フェリペ・イグナシオ・セイムール・ドブ（Felipe Ignacio Seymour Dobud, 1987年7月23日- ）は、チリ・コルディジェーラ県ピルケ出身の元同国代表サッカー選手。現役時代のポジションは守備的MF。
ルーツはイタリアにあり、同国のパスポートも保持している。

## 経歴

### クラブ
チリのウニベルシダ・デ・チレの下部組織出身で、2006年にプロデビュー。2008～2009年ごろからトップチームに定着し、2010年にはコパ・リベルタドーレスベスト4進出に貢献した。
2011年夏、イタリアのジェノアCFCへ移籍した
。2011-12シーズンは前半戦で12試合に出場。後半戦はカルチョ・カターニアへのレンタル移籍で経験を積み、シーズン終了後にジェノアへ戻った。2013年1月、ACキエーヴォ・ヴェローナへレンタル移籍。
2017年7月6日、6年振りにウニベルシダ・チレへ復帰することが発表された。

### 代表
2010年3月、ベネズエラとの親善試合でフル代表デビュー。

## タイトル
ウニベルシダ・チレ
- カンペオナート・ナシオナル : 2009アペルトゥーラ, 2011アペルトゥーラ, 2017クラウスーラ